# Juan Pablo Valencia
Juan Pablo Valencia González (Medellín, 2 maggio 1988) è un ex ciclista su strada e pistard colombiano.
Professionista tra il 2013 e il 2015, ha partecipato alla Vuelta a España 2015 e alla Milano-Sanremo 2015.

## Carriera
Nel 2010 vince il campionato colombiano Under 23 su strada e su pista nella categoria scratch. A gennaio dell'anno successivo corre il Tour de San Luis con la selezione colombiana e si trasferisce in Italia per vestire la maglia della squadra Under 23 marchigiana Calzaturieri Montegranaro con cui ottiene due secondi posti al Giro del Valdarno e al Circuito delle Stelle. Nel 2012 vince il Trofeo Maria SS. Addolorata, arriva secondo al Gran Premio Città di Felino e al Gran Premio Città di Montegranaro e il 16 agosto termina al quarto posto il Gran Premio Capodarco vinto da Gianfranco Zilioli. I numerosi piazzamenti guadagnati gli permettono di correre come stagista nella squadra Colombia-Coldeportes con cui nove giorni più tardi arriva secondo al Giro del Veneto dietro Oscar Gatto.
Tra il 2013 e il 2015 continua a correre con il Team Colombia. Nel 2015 vince la maglia di scalatore al Presidential Cycling Tour of Turkey e partecipa alla Vuelta a Espana concludendo in ottantasettesima posizione.
Nel 2018 entra a far parte dello staff della sua ex squadra Under 23 Calzaturieri Montegranaro. Il 6 febbraio 2019 viene arrestato dai carabinieri per spaccio di stupefacenti.

## Palmarès

### Strada
- 2010 (Under-23, Llantas Chaoyang, una vittoria)

Campionati colombiani Under 23
- 2012 (Under-23, Calzaturieri Montegranaro, una vittoria)

Trofeo Maria SS. Addolorata

#### Altri successi
- 2015

Classifica scalatori Presidential Cycling Tour of Turkey

### Pista
- 2010 (Under-23, Llantas Chaoyang, una vittoria)

Campionati colombiani, Scratch

## Piazzamenti

### Grandi Giri
- Vuelta a España

2015: 87º

### Classiche monumento
- Milano-Sanremo

2015: 102º
- Giro di Lombardia

2013: ritirato
2014: ritirato